# Suntribe
Suntribe var en estländsk tjejgrupp på fem personer som representerade Estland i Eurovision Song Contest 2005 med pop/rock-låten Let's get loud.
På scenen uppträdde tjejerna, klädda i t-shirts med Disneyfigurer på för att försöka få röster från de yngre tittarna [källa behövs]. Dock hjälpte det inte och tjejerna blev utslagna i semifinalen. För att de skulle nå finalplatsen krävdes 85 poäng men de fick endast 31 poäng.